# Ясківка камерунська
Ясківка камерунська (Atronanus fuliginosus) — вид горобцеподібних птахів родини ластівкових (Hirundinidae). Поширений у Камеруні, Республіці Конго, Екваторіальній Гвінеї, Габоні та Нігерії.

## Систематика
Цей вид спочатку був описаний у роді Lecythoplastes (Chapin 1925) разом з Petrochelidon preussi. Рід Lecythoplastes спочатку був запропонований Reichenow (1898) для preussi як типового виду, але коли preussi остаточно віднесли до Petrochelidon у всіх філогенетичних аналізах, то Lecythoplastes став синонімом Petrochelidon. Вид fuliginosus теж відносили до роду Petrochelidon, але його оперення, морфологія та поведінка гніздування не збігаються з іншими основними лініями ластівок. Як наслідок, а також використовуючи молекулярно-філогенетичні підходи, De Silva et al. (2018) помістили цей вид у філогенетичне дерево ластівок в межах клади «ясківок», але за межами клади, що відповідає Petrochelidon. Цей результат привів De Silva et al. (2018), щоб задокументувати та офіційно описати окремий таксон ластівок, ендемічний для лісового регіону Нижньої Гвінеї в Центральній Африці. Да Сільва та ін. (2018) запропонували визнати відмінність цього таксону на родовому рівні та створили новий монотиповий рід Atronanus для fuliginosus.